# بريدان كلاين
بريدان كلاين (بالإنجليزية: Brydan Klein)‏ مواليد 31 ديسمبر 1989 في أستراليا الغربية، هو لاعب كرة مضرب أسترالي بدأ مسيرته كمحترف سنة 2005 يلعب باليد اليمنى ويحتل حالياً المرتبة رقم. 177 (16 نوفمبر 2015) في تصنيف رابطة محترفي كرة المضرب. أعلى تصنيف له في الفردي كان المركز الـ 169 في سنة 2015.

## روابط خارجية
- بريدان كلاين على موقع رابطة محترفي التنس (الإنجليزية)
- بريدان كلاين على موقع الاتحاد الدولي لكرة المضرب (الإنجليزية)
- بريدان كلاين على موقع كأس ديفيز (الإنجليزية)
- بريدان كلاين على موقع خلاصة التنس.كوم (الإنجليزية)
- بريدان كلاين على موقع إي إس بي إن.كوم (الإنجليزية)